# Diar
Diar Automobile Company (персид. دیار خودرو) — частная компания по производству автомобилей со штаб-квартирой в Гольпайегане, Иран, основанная в 2000 году. Компания выпускает внедорожники и пикапы по лицензии китайской компании Changcheng, также известной как Great Wall Motor, а также собственные транспортные средства. Флагманская модель, Safir, основана на Great Wall Wingle и носит то же название, что и одна из иранских ракет.

## История
Компания Sazehaye Khodro Diar Manufacturing Co. была основана в 2000 году для производства прессованных деталей кузова автомобиля за счёт инвестиций, вложенных частным сектором. Компании удалось получить лицензию на эксплуатацию корпусных прессованных деталей путём налаживания выпуска 6 единиц гидравлических и тяжелоходных транспортных средств грузоподъёмностью от 500 до 2000 тонн в январе 2003 года.
Благодаря своим планам развития и признаниям свободных рыночных мощностей для пикапов и внедорожников компания Diar изучила возможность сотрудничества с несколькими крупными мировыми компаниями-производителями автомобилей для производства этой продукции в Иране. Результатами исследования и переговоров с компаниями-кандидатами стали выбор и заключение соглашения с китайской компанией Great Wall Motor. В соответствии с соглашением, заключённым с компанией GWM Co., и получением лицензии на производство 50000 единиц пикапов с одинарными и двойными кабинами, а также внедорожников в 2004 году, было начато строительство завода площадью 50 000 м² на площади 140 000 м² в посёлке Гольпайеган провинции Исфахан. Компания получила лицензию на эксплуатацию и необходимые разрешения от Министерства промышленности и горнорудной промышленности (Ministry of Industry and Mines), Бюро стандартов (Standard Bureau), Организации по охране окружающей среды (Environment Protection Organisation) и других связанных организаций. На первом этапе были созданы линии окончательной окраски, сборки и тестирования транспортных средств. Также были использованы детали CKD, частично закупленные из местных источников. Параллельно начались производство и поставки пикапов Diar с одинарной и двойной кабинами.

## Выпускаемые модели
- BAIC D20 — хетчбэк[4]
- BAIC X25 — кроссовер
- Diar BJ40 — SUV
- Soueast DX3 — кроссовер, ребеджинг DX5[5]
- Tigard X35 — кроссовер

## Модели, снятые с производства
- BAIC Sabrina — хетчбэк
- BAIC Senova — седан
- Great Wall Deer — пикап[6]
- Great Wall Wingle 3 — пикап[7]
- Great Wall Wingle 5 — пикап
- Great Wall Haval M4 — кроссовер
- Great Wall Haval H6 — кроссовер